# Miguel Acosta
Miguel Acosta (ur. 20 kwietnia 1978 w Nueva Tacagua) – wenezuelski bokser, były zawodowy mistrz świata wagi lekkiej (do 135 funtów) organizacji WBA.

## Kariera zawodowa
Karierę zawodową rozpoczął 2 listopada 1999. Do marca 2009 stoczył 30 walk, z których wygrał 25 (trzy przegrał i dwie zremisował). W tym okresie zdobył tytuł mistrza Wenezueli i WBA Fedecentro w wadze lekkiej.
25 lipca 2009, w Nuevo Vallarta (Meksyk), stanął do pojedynku z Meksykaninem Urbano Antillonem o tytuł tymczasowego mistrza WBA w wadze lekkiej. Wygrał przez TKO w dziewiątej rundzie. Dziesięć miesięcy później otrzymał możliwość zmierzenia sił z urzędującym mistrzem WBA Namibijczykiem Paulusem Mosesem. 29 maja 2010 w Windhoek wygrał przez KO w szóstej rundzie zostając nowym mistrzem.
Do pierwszej obrony tytułu doszło 26 lutego 2011. Zmierzył się z niepokonanym na zawodowych ringach Amerykaninem Brandonem Riosem. Przegrał przez techniczny nokaut w dziesiątej rundzie, będąc liczony w szóstej, ósmej oraz dziesiątej, i utracił tytuł. 22 października stoczył pojedynek o tytuł tymczasowego mistrza WBA przegrywając jednogłośnie na punkty (był liczony w czwartej i dziesiątej rundzie) z Kubańczykiem Richardem Abrilem.
Na ring powrócił 20 lipca 2012 roku. W 10-rundowej walce, niespodziewanie uległ niejednogłośnie na punkty z niepokonanym Artem Hovhannisyanem.
2 maja 2013 w Corona w Kalifornii w 10-rundowej walce przegrał jednogłośnie na punkty Amerykaninem Miguelem Angelem Gonzalezem (20-3-0).
20 stycznia 2015 w Filadelfii, Pensylwanii przegrał jednogłośnie na punkty z Amerykaninem Michaelem Perezem (21-1-2) w 10-rundowej walce.